# Nizina Borska

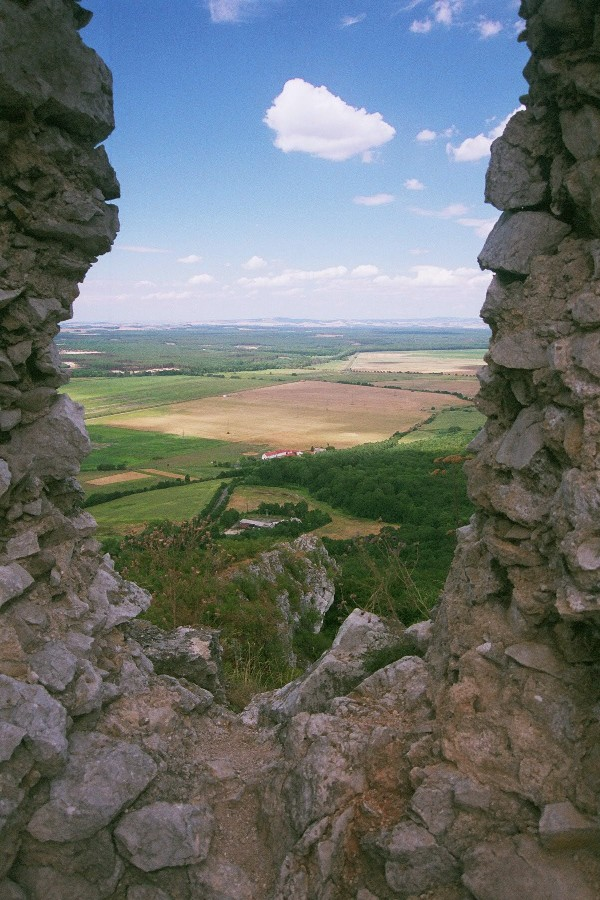
Widok na Nizinę Borską

Nizina Borska (słow. Borská nížina) - kraina geograficzna w zachodniej Słowacji, na granicy z Austrią i z Morawami. Południowa część Niziny Zahorskiej. Główne miasto - Malacky. 